# Ivo Lul Diogo
Ivo Lul Diogo (ur. 12 stycznia 1935 w São Borja, zm. 7 lipca 2009 w Porto Alegre) – brazylijski piłkarz, występujący na pozycji napastnika.

## Kariera klubowa
Karierę piłkarską Ivo Diogo rozpoczął w klubie SC Internacional w 1954 roku. Z Internacionalem zdobył mistrzostwo stanu Rio Grande do Sul – Campeonato Gaúcho w 1955 oraz tytuł króla strzelców ligi stanowej w 1960 roku. W latach 1960–1962 występował w argentyńskim Newell’s Old Boys Rosario. Po powrocie do Brazylii występował w Grêmio Porto Alegre. Z Grêmio dwukrotnie zdobył mistrzostwo stanu w 1962 i 1963. Ostatnim klubem w jego karierze było argentyńskie San Lorenzo de Almagro, gdzie zakończył karierę w 1965 roku.

## Kariera reprezentacyjna
W reprezentacji Brazylii Ivo Diogo zadebiutował 6 marca 1960 w zremisowanym 2-2 meczu z reprezentacją Meksyku podczas Mistrzostw Panamerykańskich, na których Brazylia zajęła drugie miejsce. Na turnieju w Kostaryce wystąpił w czterech meczach z Meksykiem, Kostaryką (dwa razy) i Argentyną, który był jego ostatnim meczem w reprezentacji.